# Épitrochasme
L’épitrochasme (substantif masculin), du grec epi ("sur, en plus") et trokhaikos ("propre à la course"), désigne une figure de style fondée sur une accumulation de mots courts et expressifs, fréquemment utilisée dans l'invective. Elle est proche des autres figures de l'accumulation comme l'asyndète ou l'énumération.

## Exemples
《Tout au long d' la vie qui pique on prend des beignes》

- Alain Souchon, les filles électriques 

« son esprit, strict, droit, bref, sec et lourd »

— Alfred de Vigny, Stello
Dans l'exemple suivant, on voit comment, dans le rap, l'épitrochasme se combine astucieusement avec la paronomase dans un souci d'expressivité :

« Je me glisse, m'immisce entre les cuisses lisses de la miss

Ses yeux se plissent, et ell' dit "Stopp' ton vice" »

— MC Solaar, Obsolète sur l'album Prose combat
- La guerre le vin le tabac les femmes

Le plaisir les hommes la guerre l'argent

Les femmes le plaisir les hommes les perles

Les affaires l'or le vin— Pierre Jean Jouve, le soleil discordant

- Vomit sa vieille nuit, crie: à bas! crie: à mort!

Pleure, tonne, tempête, éclate, hurle, mord.— Victor Hugo, Les contemplations

## Définition

### Définition linguistique
Grammaticalement, l'épitrochasme est une accumulation de mots courts et expressifs. Pour Morié, elle est une figure du rythme proche de l'asyndète ou de l'énumération mais à vocation poétique qui permet de respecter les contraintes de versification (respect du mètre permettant de constituer des vers égaux par exemple) :

« (...) et son esprit strict, droit, bref, sec et lourd, ne subissait aucune altération dans la soirée »

— Alfred de Vigny, Stello

### Définition stylistique
Les effets de l'épitrochasme sont avant tout rythmiques. L'auteur peut vouloir suggérer un rythme sautillant ou saccadé :

« Je trouvai un petit vieux frétillant, sec, tout en nerfs, alerte et gai comme une abeille »

— Alphonse Daudet, Le Petit chose
ou un rythme lent au contraire :

« Dans un chemin montant, sablonneux, malaisé...
L'attelage suait, soufflait, était rendu »

— La Fontaine, Fables
L'épitrochasme peut également enrichir des descriptions, en apportant une information détaillée, par petites touches à la manière impressionniste, comme l'asyndète ou l'énumération.

## Genres concernés
On retrouve des épitrochasmes dans la poésie surtout, car il s'agit historiquement d'une figure rythmique. La prose y a recours pour poétiser le discours, en concurrence avec l'asyndète.
Les haïkus se fondent sur des épitrochasmes, qui permettent ainsi de rendre compte d'impressions fugitives. En peinture, l'accumulation de touches de couleur comme dans l'impressionnisme et le pointillisme peut être considérée comme des épitrochasmes.
La musique, comme la poésie utilise ses ressources de suggestion rythmique, notamment le scat ou le rap qui l'emploient afin de condenser une description.

## Historique de la notion
Étymologiquement, l'épitrochasme a la même étymologie que trochée, qui, dans la métrique ancienne, désigne un pied formé de deux syllabes, une longue et une brève. Le sens de la figure conserve en effet celui de jeu sur le rythme. Le Dictionnaire historique de la langue française en effet relève que l'épitrochasme désignait auparavant un type de vers : « se dit d'un rythme, d'un vers dont le pied fondamental est la trochée ». Néanmoins, le vers monosyllabique que l'on relie souvent à la trochée ne constitue pas pour autant un épitrochasme ; seule une série de trochées (ou de syllabes longues) accentuées sont un épitrochasme.

### Figures proches
- Figure "mère": juxtaposition, accumulation
- Figures "filles":  aucune
- Paronymes: aucun
- Synonymes: asyndète, coordination
- Antonymes: polysyndète